# 瀬川治久
瀬川治久（せがわ はるひさ、1927年1月27日 - ）は日本の大蔵官僚。全国信用金庫連合会ロンドン駐在員事務所長などを歴任。神奈川県鎌倉市西鎌倉1丁目在住。

## 来歴
香川県出身。旧制姫路高等学校（理乙）、京都大学農学部農林経済学科卒業。1950年 大蔵省入省。主計局配属。1952年3月 主計局総務課。1955年6月 高山税務署長。1973年7月 関東財務局総務部長。1974年7月 大阪税関長。1975年11月 アジア開発銀行理事。1978年7月14日 大臣官房審議官（大臣官房担当）。同年7月17日 退官。同年8月 国際協力事業団理事。1984年 全国信用金庫連合会ロンドン駐在員事務所長。1990年3月 住友生命顧問。1994年7月 同社監査役。

## 略歴
- 1950年4月：大蔵省入省。主計局配属[2]。
- 1952年3月：主計局総務課[2]。
- 1952年10月：広島国税局調査査察部調査第一課。
- 1953年11月：広島国税局調査査察部国税調査官。
- 1955年6月：高山税務署長。
- 1956年7月：為替局資金課調査主任[3]。
- 1957年3月：為替局資金課長補佐。
- 1958年11月：為替局企画課長補佐。
- 1961年4月：外務省研修所（〜1961年8月）。
- 1961年9月：外務省在フィリピン日本大使館二等書記官。
- 1964年4月：外務省在フィリピン日本大使館一等書記官。
- 1964年11月：関税局総務課長補佐。
- 1965年5月：関税局企画課長補佐。
- 1965年7月：関税局総務課長補佐。
- 1966年8月：新東京国際空港公団参事・企画室次長。
- 1968年6月：国際金融局国際収支課長。
- 1970年7月：国際金融局投資第二課長。
- 1971年4月：国際金融局投資第一課長。
- 1973年7月：関東財務局総務部長。
- 1974年7月：大阪税関長。
- 1975年11月：アジア開発銀行理事。
- 1978年7月14日：大臣官房審議官（大臣官房担当）。
- 1978年7月17日：退官。